# Ahtubinszki járás
Az Ahtubinszki járás (oroszul Ахтубинский муниципальный район) Oroszország egyik járása az Asztraháni területen. Székhelye Ahtubinszk.

## Népesség
- 1989-ben 37 043 lakosa volt.
- 2002-ben 31 963 lakosa volt.
- 2010-ben 71 249 lakosa volt, melyből 52 983 orosz, 11 673 kazah, 1 132 ukrán, 913 csecsen, 830 tatár, 569 koreai, 493 azeri, 261 üzbég, 245 örmény, 239 kumik, 229 fehérorosz, 130 csuvas, 100 tadzsik, 82 mordvin, 73 dargin, 71 lezg, 65 mari, 53 német, 47 baskír, 45 cigány, 41 kalmük, 37 avar, 33 török, 31 oszét, 27 moldáv, 24 lengyel, 22 grúz, 22 tabaszaran, 20 ingus, 12 türkmén, 11 udmurt, 10 észt, 10 karacsáj, 10 lak stb.